# Robin Hardy
Robin St. Clair Rimington Hardy (2 d'octubre de 1929 - 1 de juliol de 2016) va ser un autor i director de cinema anglès. El seu treball de direcció més famós és The Wicker Man, i el seu darrer projecte va ser una adaptació cinematogràfica de la seva novel·la Cowboys for Christ, que es va retitular The Wicker Tree.

## Biografia
Va néixer a Wimbledon (Regne Unit), Anglaterra i va estudiar art a París. Va treballar als Estats Units, on va fer drames de televisió. Va ser soci d'una companyia cinematogràfica amb Anthony Shaffer durant 13 anys. Va tornar a Londres on va fer anuncis de televisió. Més tard va escriure novel·les històriques i va participar en la creació de parcs temàtics històrics als Estats Units.A més de Cowboys for Christ, Hardy va publicar una novel·lació de The Wicker Man, així com la novel·la The Education of Don Juan.
Hardy va morir l'1 de juliol de 2016; li va sobreviure la seva cinquena dona, Victoria Webster (casada el 2000) i vuit fills.
Hardy havia expressat el seu interès a produir un final de la seva trilogia Wicker Man titulada The Wrath of the Gods. El 2015, es va establir una campanya de crowdfunding per recaptar fons per a la producció de la pel·lícula, però finalment no va assolir el seu objectiu de 210.000 dòlars EUA.
The Wicker Man gaudeix de l'estatus de "culte" entre els fans del terror, i va inspirar un remake del 2006 protagonitzat per Nicolas Cage.

## Pel·lícules
- The Wicker Man (1973) (director)
- The Fantasist (1986) (escriptor i director)
- The Bulldance (1989) (escriptor)
- The Wicker Tree (2011) (escriptor i director)

## Novel·les
- The Wicker Man (1978) (amb Anthony Shaffer)
- Don Juan, 1921-1946 (1979)
- The Education of Don Juan (1980)
- Don Juan's New World: America 1945 (1985)
- Call of the Wendigo (1993)
- The Killer's Club (1994)
- Cowboys for Christ (2006) (aka The Wicker Tree)
- Peace Breaks Out (2017) (amb Donough O'Brien)

## Obres de teatre
- Winnie (1988)